# Embalse de Karkheh
El embalse de Karkheh (en persa سد کرخه) se encuentra en el río Karkheh, en el noroeste de la provincia de Juzestán, en Irán. El embalse se encuentra a unos 35 km al sudoeste del embalse de Dez, y a unos 21 km al oeste de la ciudad de Andimeshk. 
Karkheh fue inaugurado en 2001 por los Cuerpos de la Guardia Revolucionaria Islámica con el propósito de regar una región de 320.000 hectáreas, producir 520 MW de electricidad y controlar las inundaciones en la época del deshielo y las lluvias.

## La presa
La presa es recta, de materiales sueltos, tiene una longitud de 3 km y una anchura en la base de 1,1 km, con una altura de 127 m. Mirando desde el embalse, en la parte izquierda de la presa se encuentra la central hidroeléctrica, que comprende 8 turbinas Francis, y en su parte derecha el aliviadero de hormigón de seis compuertas, 780 m de longitud y una capacidad de 18.260 m³/s. La cantidad de tierra removida durante las obras fue de 50,9 millones de m³, con un consumo de 1,56 millones de m³ de hormigón. Los materiales sueltos que componen la presa consisten en un grueso estrato de conglomerados en una matriz cohesionada con capas de lutita.
Los estudios para construir la presa fueron iniciados en 1956 por la empresa American company Development and Resources Corporation, y completados en 1990 por Mahab Ghods Consulting Engineers. Finalmente, se encargó de las obras la división de ingenieros de los Cuerpos de la Guardia Revolucionaria Islámica.